# FFS Cargo
FFS Cargo (in tedesco SBB Cargo, in francese CFF Cargo) è la società affiliata delle Ferrovie Federali Svizzere (FFS) che gestisce il settore del traffico merci su rotaia dopo che nel 1999, in seguito alla prima riforma ferroviaria in Svizzera, quella che un tempo era un'azienda in regia federale è stata trasformata in una società anonima di diritto speciale e suddivisa in tre divisioni indipendenti: Traffico viaggiatori, Traffico merci e Infrastruttura. La sede centrale delle Ferrovie federali svizzere FFS Cargo SA – questo il nome giuridico dell'impresa – si trova a Olten.

## Società
Nel 2013 FFS Cargo contava 3061 dipendenti, con un fatturato consolidato di 953 milioni di franchi svizzeri.
L'azienda è diretta da Désirée Baer.
È membro dell'alleanza Xrail che è stata fondata nel febbraio 2010 da sette ferrovie merci europee per il traffico internazionale a carri completi.

## Svizzera
L'azienda ha vagliato l'opportunità di un risanamento per 155 punti di servizio scarsamente sfruttati.
L'asse di transito più importante è la tratta che passa per il Gottardo. Il secondo asse transalpino, che attraversa il tunnel del traforo del Lötschberg e il tunnel del traforo del Sempione, è utilizzato soprattutto dalla società concorrente BLS Cargo. È tuttavia percorso anche dai treni di FFS Cargo.
In Svizzera il traffico merci transita attraverso le tre grandi stazioni di smistamento Basilea-Muttenz, Zurigo-Limmattal e Losanna-Triage. Queste stazioni sono state gestite finora da FFS Infrastruttura. Da gennaio 2015, FFS Cargo si occupa, su incarico di FFS Infrastruttura, della pianificazione e della produzione nelle stazioni di smistamento del traffico interno Limmattal e Losanna.

## Germania
SBB Cargo Deutschland, con sede a Duisburg, è stata fondata nel 2002 ed è una società di produzione tedesca affiliata al 100% a SBB Cargo International. L'impresa di trasporto ferroviario registrata e fornitrice di prestazioni del traffico merci pianifica, coordina e gestisce la circolazione di treni completi in Germania da e verso Duisburg, Rheinhausen, Colonia, Aquisgrana, Siegen, Ludwigshafen/Mannheim, Karlsruhe, Stoccarda, Friburgo in Brisgovia, Singen, Lubecca, Bremerhaven/Brema, Amburgo, Kehl, Gelsenkirchen, Ingolstadt, Neuss, Giessen/Mainzlar e Weil am Rhein. Le piattaforme per il trasbordo ferrovia/strada in Germania sono Brema, Weil am Rhein, Worms e Duisburg.
Dal 2007 SBB Cargo Deutschland è un'azienda di formazione registrata presso la Camera di commercio e dell'industria di Colonia.

## Italia
SBB Cargo Italia è stata fondata nel 2003 e ha la sua sede legale a Milano. L'impresa, una società di produzione italiana che fa parte di SBB Cargo International, pianifica, coordina e gestisce i treni merci in Italia. Si occupa inoltre della formazione del personale di bordo e di terra (verificatori tecnici del materiale rotabile, formatori treno e manovratori).
Dal dicembre 2007 è il vettore ufficiale per l'autostrada viaggiante (RoLa) di RAlpin SA (da Novara Boschetto a Freiburg i.B. per la tratta italiana, fino a Domodossola.
Dal 2009 l'azienda concentra i propri traffici sugli assi del Sempione e del Gottardo.
Le destinazioni/stazioni di partenza per gruppi di carri/treni completi in Italia sono Gallarate, Novara, Milano, Melzo, Trecate, Domodossola, Cava Tigozzi, Piacenza. Le piattaforme per il trasbordo ferrovia/strada in Italia sono Desio e Torino. I valichi ferroviari utilizzati sono Domodossola (linea del Sempione/Lötschberg) Chiasso e Luino (linea del Gottardo).
Le stazioni di transito/confine dove vengono svolte attività ai treni sono Chiasso e Chiasso Smistamento, Domodossola e lo scalo ferroviario di Domo 2.

## ChemOil Logistics AG

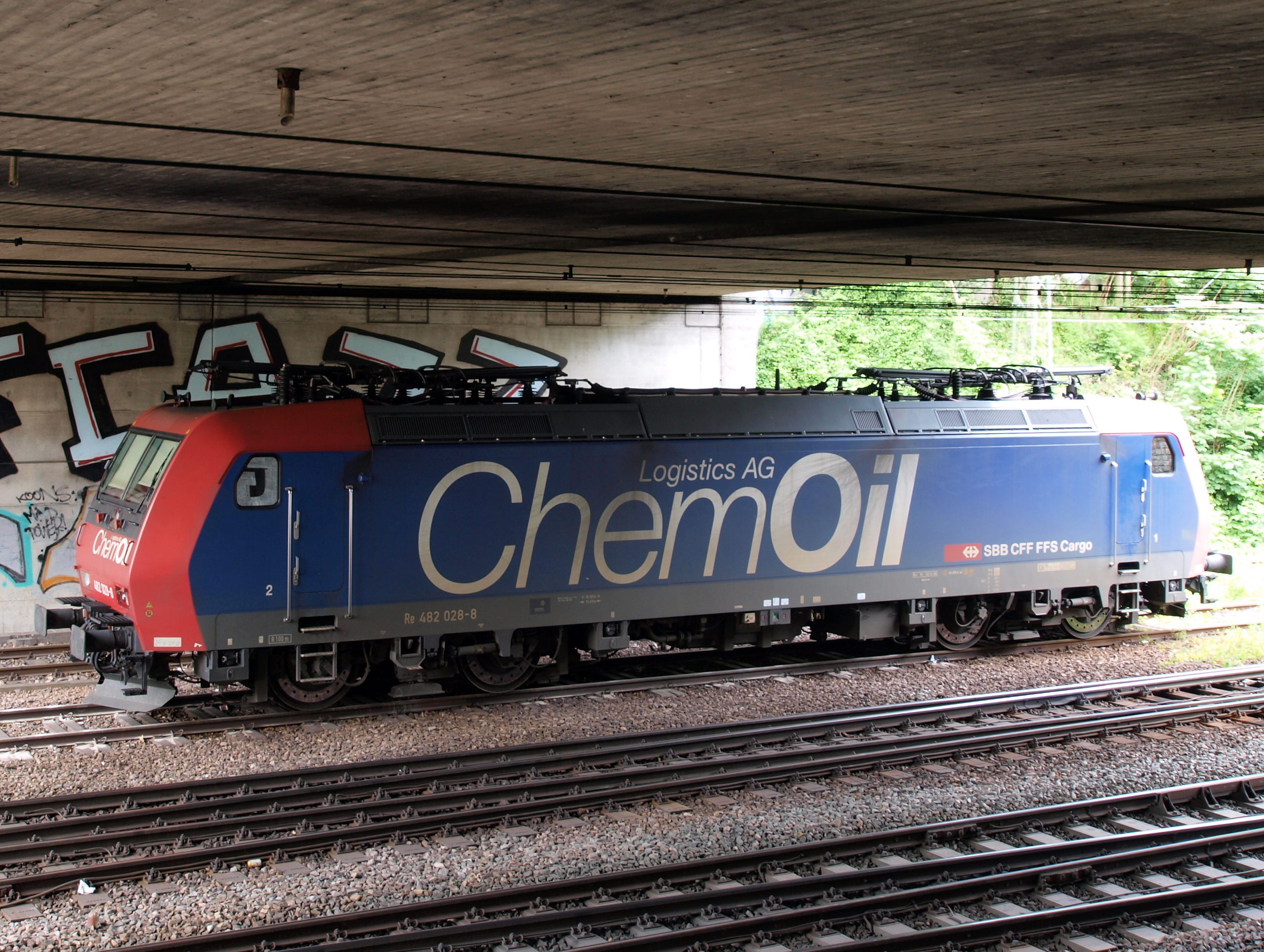
Locomotiva Re 482 in livrea ChemOil Logistics.

ChemOil Logistics AG è stata fondata nel 1999 come società affiliata di FFS Cargo. L'azienda fa parte di una rete logistica europea a distribuzione capillare e offre principalmente servizi per i settori chimico e petrolifero.

## Servizi
I servizi di FFS Cargo si suddividono nelle seguenti categorie: programmi di logistica porta-a-porta con carri completi prodotti Cargo Rail e Cargo Express), treni blocco (prodotto Cargo Train) e traffico combinato internazionale (prestazioni di trazione per treni shuttle TC di tutti i principali operatori come Hupac, ERS, ICF, IFB e T.R.W.).
Da settembre 2012 FFS Cargo gestisce un treno di linea con container refrigeranti tra Neuendorf SO e Gossau SG per conto di Migros. Nel giugno del 2013 è stata inaugurata un'ulteriore linea, quella del treno shuttle nord-sud tra Dietikon e Cadenazzo, con prolungamento fino a Lugano Vedeggio, che circola nei giorni feriali e collega Zurigo con il Ticino.
A partire dal cambio di orario 2013/14, FFS Cargo gestisce per conto di DB Schenker Rail una parte significativa dei trasporti di transito attraverso la Svizzera. Grazie a queste prestazioni di esercizio e trazione supplementari, la ferrovia merci svizzera è riuscita a sfruttare in modo migliore le capacità produttive e le risorse esistenti.

## Materiale rotabile

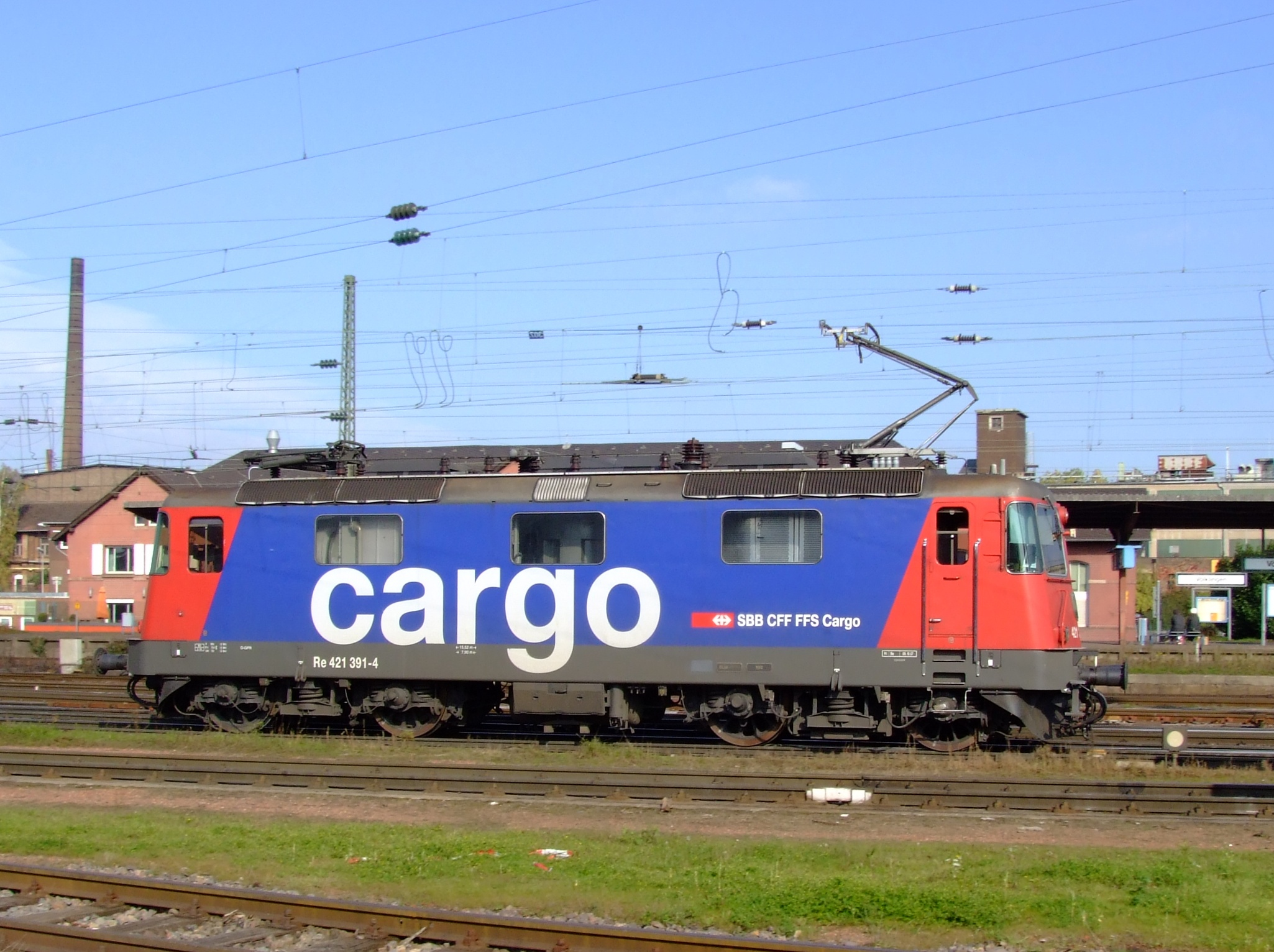
Locomotiva Re 421 in sosta in una stazione germanica.

Nel 2013 FFS Cargo aveva 7360 carri merci in circolazione (di cui 6677 a basse emissioni sonore). Per il traffico Svizzera–Germania FFS Cargo utilizza 50 locomotive bicorrente Re 482 per il traino di treni merci, 15 delle quali possono transitare anche in Austria. Anche per la trazione Svizzera–Italia FFS Cargo utilizza locomotive bicorrente: 21 locomotive del tipo Re 484 e 12 del tipo Re 474. In tutto i veicoli motore impiegati nel 2013 erano 495.
Per il traffico interno svizzero e l'impiego in Germania, FFS Cargo dispone di 45 locomotive diesel da manovra del tipo Am 843 provviste di filtro antiparticolato a basso impatto ambientale.
In sostituzione alle locomotive di manovra del tipo Bm 4/4 finora impiegate per il servizio di consegna leggero nel traffico a carri completi e ad altri tipi di locomotive di manovra a tre assi che non sono più all'altezza dei requisiti odierni in termini di età, economicità ed efficienza, nell'estate 2010 FFS Cargo ha ordinato presso Stadler Winterthur AG 30 nuove locomotive ibride a due assi (tipo Eem 923 Hybrid). Il modello diesel-elettrico si basa sulla locomotiva di manovra Ee 922, già in uso presso le FFS per attività di smistamento nella divisione Viaggiatori. La versione ibrida per FFS Cargo è dotata di un motore elettrico principale e un motore diesel ausiliario per l'impiego nei binari di raccordo sprovvisti di filo di contatto. La Eem 923 Hybrid raggiunge una velocità massima di 120 km/h. A fine febbraio 2014, a Lupfig è stata battezzata con il nome «Chestenberg» e messa in funzione l'ultima delle locomotive Eem 923 ordinate.

## Cifre
Nel 2013 FFS Cargo ha realizzato prestazioni di trasporto pari a 12,3 miliardi di tonnellate-chilometro nette, con un ricavo d'esercizio consolidato di 953 milioni di franchi. L'azienda ha chiuso l'anno con un risultato positivo di 14,7 milioni di franchi. Il deficit dell'anno precedente era stato di 51,2 milioni di franchi. Il reddito da traffico è aumentato da 822 milioni di franchi nel 2012 a 857 milioni di franchi.
Questo sviluppo positivo è perdurato anche nel primo semestre del 2014. Nel traffico merci svizzero le prestazioni di trasporto complessive sono nettamente aumentate del 27%, per un totale di 7,6 miliardi di tonnellate-chilometro nette (nel 2013: 6 miliardi). L'aumento è dovuto principalmente ai nuovi trasporti sull'asse nord-sud. Rispetto allo stesso periodo dell'anno precedente, l'utile è aumentato di 3 milioni di franchi salendo a 15 milioni di franchi. L'acquisizione di nuovi trasporti e l'aumento di produttività hanno permesso a SBB Cargo International di chiudere il bilancio in attivo con un guadagno di 1,1 milioni di franchi, registrando così un aumento di 3,9 milioni di franchi rispetto al primo semestre del 2013.

## Partecipazioni
Oltre alla partecipazione al 75% a SBB Cargo International, FFS Cargo detiene anche l'intero capitale azionario della società ChemOil Logistics SA di Basilea (trasporto di prodotti chimici e petroliferi) nonché alcune quote minoritarie delle società RAlpin AG di Berna (30%), Hupac SA di Chiasso (23,85%) e Termini SA di Chiasso (20%).